# Bustryk
Bustryk – wieś podhalańska w Polsce położona w województwie małopolskim, w powiecie tatrzańskim, w gminie Poronin.
| SIMC    | Nazwa    | Rodzaj    |
| ------- | -------- | --------- |
| 1053317 | Jarosze  | część wsi |
| 1053323 | Jarząbki | część wsi |
| 0468424 | Zagrody  | część wsi |

Znajduje się na Pogórzu Gubałowskim, na północnym grzbiecie Gubałówki.
W latach 1975–1998 miejscowość administracyjnie należała do województwa nowosądeckiego.